# Mignot Debebe
Mignot Dedebe Dada (amh. ምኞት ደበበ; ur. 2 września 1995 w Arba Myncz) – piłkarz etiopski grający na pozycji środkowego obrońcy. Od 2021 roku jest zawodnikiem klubu Saint-George SA.

## Kariera klubowa
Swoją karierę piłkarską Mignot rozpoczął w klubie Dedebit. W sezonie 2015/2016 zadebiutował w jego barwach w pierwszej lidze etiopskiej. W 2016 roku przeszedł do Adama City FC. W sezonie 2020/2021 grał w Hawassa City SC, a w 2021 przeszedł do Saint-George SA.

## Kariera reprezentacyjna
W reprezentacji Etiopii Mignot zadebiutował 26 sierpnia 2021 roku w zremisowanym 0:0 towarzyskim meczu ze Sierra Leone rozegranym w Bahyr Dar. W 2022 roku został powołany do kadry na Puchar Narodów Afryki 2021. Rozegrał na nim dwa mecze grupowe: z Republiką Zielonego Przylądka (0:1) i z Kamerunem (1:4).